# Cavan Way

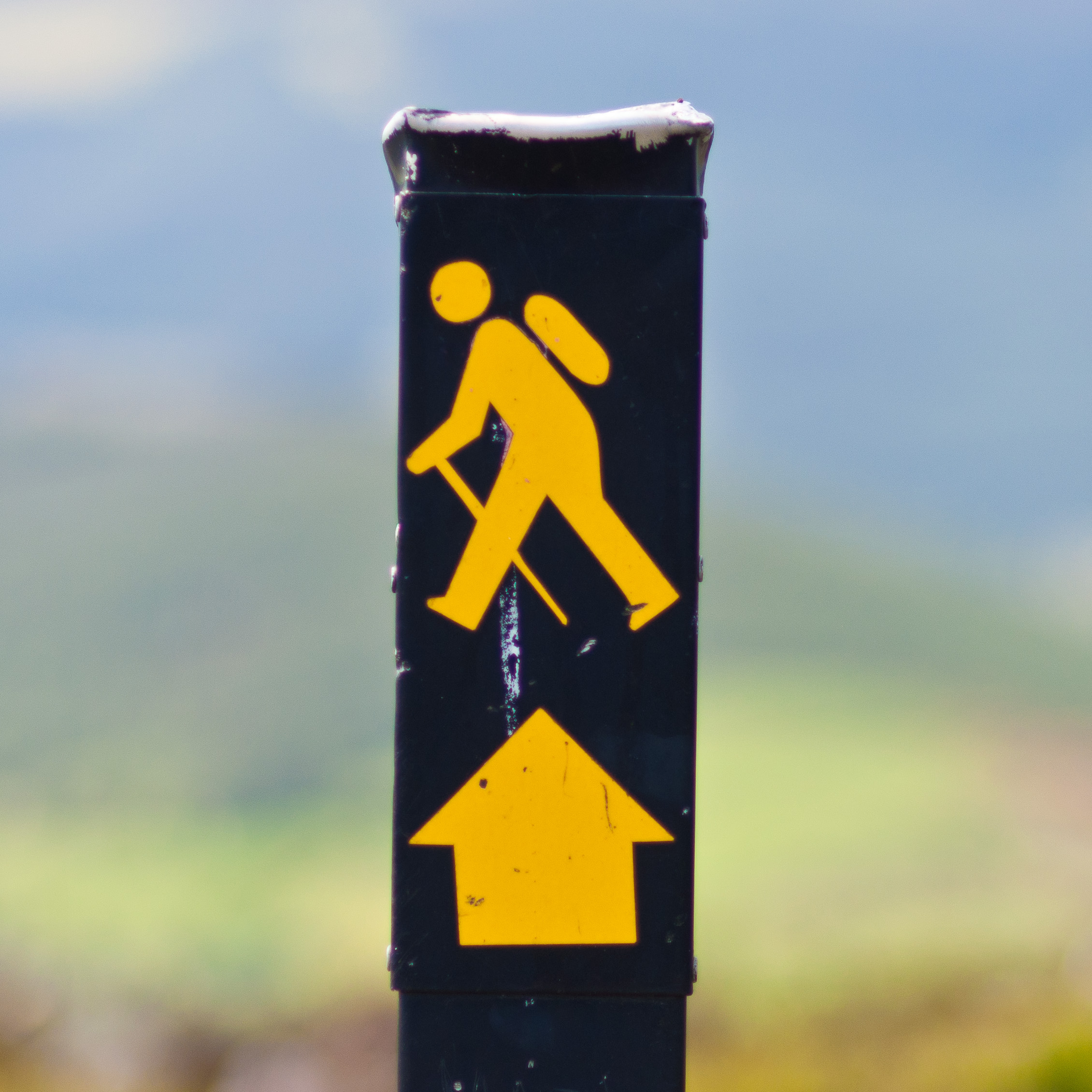
De "walking man" wegmarkering van de National Waymarked Trails in Ierland

De Cavan Way (Iers: Slí an Cabhán) is een langeafstandswandelpad in Ierland. Het pad werd door het National Trails Office van de Ierse sportbond erkend als National Waymarked Trail en wordt beheerd door de Cavan County Council. 
Het wandelpad is een rechtlijnig pad van ongeveer 26 kilometer lang dat loopt van Dowra tot Blacklion in het graafschap Cavan. De Cavan Way maakt deel uit van de Beara-Breifne Way die de veertiendaagse mars van West Cork tot Leitrim volgt van Donal Cam O'Sullivan Beare en zijn duizend volgelingen in 1603.

## Beschrijving
Vanuit Blacklion klimt de route de heuvels boven het dorp in, uitkijkend over Upper en Lower Lough MacNean, voordat hij langs de buitenzijde van The Cavan Burren, een kalkstenen landschap met een aantal neolithische overblijfselen, en langs het Giant's Grave, een oud ganggraf en het hoogste punt op het pad passeert. De route daalt af en passeert het kruispunt van de Moneygashel, waar de overblijfselen van een zweethut te vinden zijn. De route passeert dan de Shannon Pot, het kleine meer dat de bron is van de rivier de Shannon. Na enkele kilometers de oevers van de Shannon te hebben gevolgd, bereikt de route een weg die naar het einde van het pad bij Dowra leidt. De Cavan Way zorgt voor een verbinding tussen de Leitrim Way bij Dowra en de Ulster Way bij Blacklion.